# Dècada del 990 aC

## Esdeveniments
- 993 aC - Amenemope succeeix Psusennes I com a rei d'Egipte.
- 998 aC - El rei David estableix Jerusalem com la capital del Regne d'Israel.
- 994 aC - Arquip, arcont d'Atenes mor després d'un regnat de 19 anys i és succeït pel seu fill Tersip.